# Костањевец Ријечки
Костањевец Ријечки је насељено место у саставу општине Горња Ријека у Копривничко-крижевачкој жупанији, Република Хрватска.

## Историја
До територијалне реорганизације у Хрватској налазио се у саставу бивше велике општине Крижевци.

## Становништво
На попису становништва 2011. године, Костањевец Ријечки је имао 267 становника.

## Попис1991.
На попису становништва 1991. године, насељено место Костањевец Ријечки је имало 317 становника, следећег националног састава:
| Попис 1991.‍ | Попис 1991.‍ | Попис 1991.‍ | Попис 1991.‍ | Попис 1991.‍ |
| ----------- | ----------- | ----------- | ----------- | ----------- |
|             |             |             |             |             |
| Хрвати      | Хрвати      |             | 316         | 99,68%      |
| Руси        | Руси        |             | 1           | 0,31%       |
| укупно: 317 |             |             |             |             |